# Michael Spyres
Michael Spyres, né en 1979 à Mansfield dans le Missouri, est un ténor américain, remarqué dans les rôles de baryténor du bel canto, de la période baroque puis de Mozart et de Rossini, et des rôles héroïques du grand opéra français. Il élargit son répertoire en abordant désormais  des rôles wagnériens.

## Biographie
Michael Spyres est né en 1979 sur les plateaux des Monts Ozarks, à Mansfield dans le Missouri, au sein d'une famille de musiciens. Il a étudié le chant à l'Académie de musique et des arts du spectacle de Vienne.
Il commence sa carrière lyrique sur scène en 2006, au Teatro San Carlo de Naples dans Fidelio de Ludwig van Beethoven, dans le rôle de Jaquino. Mais ce n'est pas le répertoire dans lequel il va être rapidement acclamé.
C'est au  festival Rossini in Wildbad de Bad Wildbad en Allemagne où il a déjà chanté Alberto dans La gazzetta en 2007, qu'il triomphe dans rôle-titre d'Otello de Rossini en 2008. Il en sort un enregistrement chez Naxos. Dans sa critique Jean-Philippe Thiellay pour Forum Opera, caractérise sa voix à l'ambitus important, ainsi : « La voix est belle, les aigus faciles et percutants, les vocalises évidentes… et, qualité indispensable dans ce rôle caractéristique du répertoire des baryténors – le rôle a été créé par Andrea Nozzari – Spyres ne manque pas de graves impressionnants. ». Il y retourne en 2013 pour Arnold dans Guillaume Tell, à l'occasion du jubilé du festival qui donne alors une version intégrale de cet opéra souvent victime de nombreuses coupures, et un enregistrement, sorti en 2015.
Entretemps en 2008, il intègre la troupe de la Deutsche Oper Berlin.
En 2009, il débute à La Scala de Milan dans Il viaggio a Reims de Rossini (rôle de Belfiore) et incarne pour la première fois le rôle de Raoul de Nangis dans Les Huguenots de Giacomo Meyerbeer au festival de musique de Bard SummerScape (New-York), dont une performance a été enregistrée.
Dès lors sa carrière connait un important développement qui le conduit sur de grandes scènes d'opéra. Il fait ses débuts au Festival de pentecôte de Salzbourg en mai 2010, dans le rôle d'Ozia dans le Betulia liberata de Mozart. Il est ensuite  Masaniello dans La Muette de Portici d'Auber en avril 2012, à l'Opéra comique puis chante la partie du ténor dans le Requiem de Berlioz sous la direction de John Eliot Gardiner au festival de Saint-Denis en juillet 2012.
Le même été, en Août 2012, à Pesaro au Rossini Opera Festival il chante Badassare dans Ciro in Babilonia dont il sortira un DVD fin 2013. Aux côtés de celle de Jessica Pratt, sa prestation est saluée en ces termes par Catherine Scholler pour ResMusica : « Point d’œuvre du cygne de Pesaro sans baryténor, il s’agit cette fois de Michael Spyres, le ténor dont on parle de plus en plus. Il y a chez lui un petit quelque chose du Chris Merritt de la Rossini renaissance, dans sa propension à sauter des octaves avec une facilité évidente, les aigus triomphants, le timbre aussi. ».
Fin 2013, il débute dans le rôle du Faust de la Damnation de Faust sous la baguette de Valéry Gergiev alors directeur du London Symphony Orchestra.
Il est à nouveau à Pesaro pour Aureliano in Palmira aux côtés de Jessica Pratt en Zenobia puis enchaîne avec le Faust de la Damnation de Faust au festival  Berlioz à la Côte Saint André, cette fois sous la direction de François-Xavier Roth avec les Siècles.
En 2015 il est Mergy dans le Pré-aux-clercs d'Herold à l'Opéra Comique dans une mise en scène d'Eric Ruf. Laurent Bury pour Forum opéra souligne que « Grâce à Michael Spyres, Mergy retrouve enfin son identité vocale de ténor rossinien qu’aucun des enregistrements français des années 1950 n’avait pu restituer ». Le label Palazzetto Bru Zane réalise ensuite, en 2017, un enregistrement intégral de l'oeuvre.
Et c'est à Paris au Théâtre des Champs Elysées, qu'il débute dans un de ses rôles les plus importants, le rôle-titre de Mitridate, re di Ponto en avril 2016, rôle qu'il reprend dans la mise en scène de Graham Vick en juillet 2017 au Royal Opera House de Londres. Son rôle de Pyrrhus dans l'Ermione de Rossini au Théâtre des Champs Elysées fin 2016, sous la direction d'Alberto Zedda, est à nouveau salué comme celui d'un véritable baryténor à l'ambitus impressionnant : « Michael Spyres, reprenant le rôle de baryténor (créé par Nozzari), possède une réelle insolence et une sureté dans l’émission vocale ». C'est d'ailleurs en jouant de ces capacités vocales qu'il enregistre en 2021 l'un de ses CD solos intitulé "Baritenor" en alternant des airs de ténors et des airs de baryton.
Il se produit également à l'Opéra de Francfort en Vasco de Gama dans l'oeuvre de Meyerbeer qui porte aussi le titre de L'Africaine, en 2018 puis à La Monnaie de Bruxelles en Arnold dans Guillaume Tell, à l'Opéra de Paris, au Palais Garnier pour le rôle titre de La clemenza di Tito en 2017. En 2018 il participe à la « La résurrection éclatante de La Nonne sanglante à l’Opéra-Comique » avant d'être, début 2019 à Genève, le Gualtiero du rare Pirata de Bellini et d'enregistrer successivement des intégrales des opéras de Berlioz à Strasbourg sous la direction de John Nelson, Enée dans les Troyens en 2017, Faust dans la Damnation de Faust en 2019, le Requiem de Berlioz en 2019 également. Et c'est sous la direction de John Eliot Gardiner qu'il complète son expérience berliozienne avec le rôle de Benvenuto Cellini à l'opéra de Versailles en 2019. Et c'est à nouveau sous la baguette de John Eliot Gardiner, puis de Dinis Sousa, son assistant qui le remplace à la suite d'un incident grave, qu'il interprète le rôle d'Enée dans les Troyens à l'occasion d'une tournée au festival Berlioz de La Côte Saint André, puis de Salzbourg, à Versailles, Berlin et Londres pour les BBC Proms en Août et septembre 2023.
Il fait  ses débuts au  Metropolitan Opera de New en 2020 dans Berlioz, avec La Damnation de Faust et y retourne pour la saison 2022-2023 en Pollione dans Norma et dans le rôle-titre d'Idoménéo, dans lequel il s'est également illustré au festival d'Aix-en-Provence durant l'été 2022. Le ténor s'illustre également dans des rôles d'opéras très rare comme celui de Fervaal, dans le grand opéra de Vincent d'Indy, en 2019 au Festival Radio France Occitanie Montpellier. Il se tourne aussi vers les rôles de l'époque baroque notamment dans l'oratorio de Haendel, Theodora qu'il enregistre en 2021 aux côtés de Joyce DiDonato et avec l'ensemble Il Pomo d'Oro, avec lequel, explorant le territoire des ténors de cette période, il compose un CD aux titres souvent rares, sous l'appellation "Contra ténor", enregistré en 2020 mais qui est publié en avril 2023 seulement par Erato.
Sur scène, Spyres fait valoir un réel talent d'acteur dans les rôles humoristiques, tout particulièrement illustré par son rôle dans  Le Postillon de Lonjumeau à l'Opéra Comique en 2020.
Son répertoire se diversifie ensuite puisqu'il aborde les rôles de Don José dans Carmen, au Théâtre des Champs Elysées puis à l'Opéra de Paris en 2022, Hoffmann dans les Contes d'Hofmann à Barcelone puis à Munich, Florestan dans Fidelio à l'Opéra Comique en 2021, Don Ottavio dans le Don Giovanni mise en scène par Roméo Castellucci et dirigé par Teodor Currentzis l'été 2021 au festival de Salzourg et offre à la dernière intégrale de Turandot dirigée par Antonio Pappano, sa présence pour le petit rôle de l'empereur Altoum.
Poursuivant son exploration du répertoire romantique du XIXè siècle, Michael Spyres enregistre un CD intitulé "In  the Shadows" qui parcourt d'importantes pièces des opéras pré-wagnériens, deux opéras de jeunesse de Wagner et l'un des airs de Lohengrin, rôle qu'il aborde ensuite en mars 2024 à l'Opéra du Rhin. Il sera Siegmund dans le Ring (Die Walküre) au festival de Bayreuth pour quelques dates de l'été 2024. Toujours au festival de Bayreuth il se lance durant l'été 2025 dans le rôle de Walther von Stolzing des Meistersinger von Nürnberg dans la nouvelle mise en scène de Matthias Davids,, tout en reprenant son rôle de Siegmund dans Die Walküre.
Ses incursions saluées dans le répertoire wagnérien au plus haut niveau ne l'empêche pas de poursuivre sa carrière dans le répertoire belcantiste en se produisant dans Jephta en mars 2025 au Théâtre des Champs-Elysées.
Michael Spyres est également engagé dans la vie lyrique de sa ville natale, comme directeur artistique de la compagnie d'opéra de Springfield pour laquelle il a traduit des livrets d'opéra et conduit des masterclasses pour de jeunes chanteurs.

## Distinctions et récompenses
- International Opera Award dans la catégorie « interprète masculin » (2023).

## Discographie et vidéographie

### CD d'opéras
- Berlioz, Requiem (Warner/Erato)
- Berlioz, Les Troyens - Rôle d'Enée (Erato)
- Berlioz, La Damnation de Faust - Rôle de Faust - (Erato)
- Berlioz, Les nuits d’été (Erato 2022)
- Donizetti, Les martyrs - Rôle de  Poliuto - (Opera rara)
- Donizetti, Le duc d'Albe - Rôle du Duc D'Albe- (Opera rara)
- Dvorak, Stabat Mater (Decca)
- Hérold, Le pré aux clercs - Rôle du Baron de Mergy - (Bru-Zane)
- Gounod, Faust  - Rôle de Faust -  (Bru-Zane)
- Mayr, Medea in Corinto - Rôle de Giasone - (Dynamic)
- Mazzoni, Antigono - Rôle-titre (Dynamic)
- Mendelssohn, Symphonie n°2, Lobgesang (LSO)
- Meyerbeer, Les Huguenots - Rôle de Raoul (ASO)
- Rossini, Guillaume Tell - Rôle de Arnold - (Naxos)
- Rossini, La gazzetta - Rôle d'Alberto - (Naxos)
- Rossini, Otello - Rôle-titre - (Naxos)
- Rossini, Le siège de Corinthe - Rôle de Néoclès - (Naxos)
- Rossini, La Petite Messe Solennelle (Naive)
- Schumann, Scènes de Faust, (ASO)
- Puccini, Turandot -Rôle de Timur -  (Warner Classics)

### CD en Récital soliste
- A Fool For Love (Delos)
- Espoir – Orchestre de Hallé, dir. Carlo Rizzi (février 2017, Opera Rara)
- Amici e rivali (duos de Rossini, avec Lawrence Brownlee) (Warner Classics)
- Baritenor – Orchestre philharmonique de Strasbourg, dir. Marco Letonja (2021, Erato)[40]
- Contra-tenor - Orchestre Il pomo d'oro sous la direction de Francesco Corti - ERATO - 2023[41]
- In the Shadows - Les Talens Lyriques sous la direction de Christophe Rousset - ERATO - 2024

### DVD
- Adam, Le postillon de Longjumeau (Naxos)
- Berlioz, Benvenuto Cellini (CVS)
- Gounod, La Nonne Sanglante (Naxos),
- Haendel, Il trionfo del Tempo e del Disinganno (Warner)
- Mayr, Medea in Corinto (Dynamic)
- Mozart, Mitridate, Re di Ponto (Erato)
- Offenbach, Les Contes d'Hoffmann (Erato)
- Rossini, Ciro in Babilonia (Opus Arte)
- Rossini, Aureliano in Palmira (Opus Arte)
- Rossini, Guillaume Tell (Dynamic),